# Mārtiņš Bots
Mārtiņš Bots (ur. 12 maja 1999 w Siguldzie) – łotewski saneczkarz, brązowy medalista olimpijski z Pekinu 2022, wielokrotny medalista mistrzostw świata i mistrzostw Europy.
Mieszka w Ropaži.

## Kariera
Do sezonu 2015/16 rywalizował w parze z Konstantīnem Buglakiem. Od 2016 występuje w parze z przyjacielem z dzieciństwa Robertsem Plūme.

## Osiągnięcia

### Igrzyska olimpijskie
| Rok  | Miejsce | Dwójki | Sztafeta |
| ---- | ------- | ------ | -------- |
| 2022 | Pekin   | 4.     | 3.       |

### Mistrzostwa świata
| Rok  | Miejsce   | Dwójki | Dwójki-sprint  | Dwójki mieszane | Sztafeta |
| ---- | --------- | ------ | -------------- | --------------- | -------- |
| 2021 | Königssee | 12.    | 11.            | nie rozgrywano  | -        |
| 2023 | Oberhof   | 5.     | 4.             | nie rozgrywano  | 3.       |
| 2024 | Altenberg | 7.     | 1.             | nie rozgrywano  | 3.       |
| 2025 | Whistler  | 2.     | nie rozgrywano | 6.              | dnf      |

### Mistrzostwa Europy
| Rok  | Miejsce      | Dwójki | Sztafeta |
| ---- | ------------ | ------ | -------- |
| 2021 | Sigulda      | 3.     | -        |
| 2022 | Sankt Moritz | 3.     | 1.       |
| 2023 | Sigulda      | 2.     | 1.       |
| 2024 | Igls         | 2.     | 4.       |
| 2025 | Winterberg   | 6.     | 4.       |

### Mistrzostwa świata juniorów
| Rok  | Miejsce | Dwójki | Sztafeta |
| ---- | ------- | ------ | -------- |
| 2019 | Igls    | 6.     | -        |

### Puchar Świata

#### Miejsca w klasyfikacji generalnej
| Sezon     | Miejsce |
| --------- | ------- |
| 2020/2021 | 8.      |
| 2021/2022 | 8.      |
| 2022/2023 | 3.      |
| 2023/2024 | 3.      |
| 2024/2025 | 2.      |